# CEVASA
CEVASA (Compañía Española de Viviendas en Alquiler SA) és la matriu d'un grup empresarial especialitzat en inversions patrimonials i habitatges de lloguer.
Actualment és dirigida per Donato Muñoz.

## Història
Va ser fundada el 1968 per Manuel Vaqué i Ferrandis, inventor i fundador d'Inoxcrom, i cotitza a la borsa des del 1970. Es va especialitzar en habitatges de lloguer gràcies a la gran demanda sorgida durant els fluxos migratoris cap a Madrid i Barcelona, provinents de la resta de l'Estat.
El 1975 van promoure uns 1.700 habitatges protegits entre Barcelona (1400) i Madrid (300). Durant la dècada de 1980 van diversificar el negoci cap al sector financer i hoteler. I durant la dècada dels 2000 es van tornar a concentrar en temes de lloguer. El 2005 van signar un acord amb l'Ajuntament de Sabadell per desenvolupar més de 1.000 habitatges socials. El mateix any Manuel Vaqué Boix, fill del fundador, va arribar a un acord amb les seves germanes Empar i Eulàlia i va vendre les seves accions a la immobiliària Restaura per un import de 35 milions d'euros. Quan 2011 Restaura va fer suspensió de pagaments, la titularitat de les accions va passar al Banco Popular.
El 2017, la propietat de l'empresa estava dividida entre Banco Popular (22%), Maria Boix (12%) i les branques de la família Pellissa Vaqué i Bofill Vaqué.
El 2019 va deixar de cotitzar els mercats de corros i va passar a cotitzar al mercat continu. El mateix any van signar un conveni amb l'Ajuntament de la Seu d'Urgell.
Va tancar el 2021 amb un EBITDA de 13,27M de €. El 2023 tenia en propietat més de 2.200 habitatges en lloguer, una bossa d'habitatges fruit de la col·laboració publicoprivada, especialment a Barcelona i a Sabadell. Entre les seves empreses hi ha SBD Lloguer Social SA i Habitatge Metropòlis Barcelona SA i NiCrent residencia a l’Àrea Metropolitana de Barcelona. Es calcula que els seus actius són de 530.243 milions dʻeuros i un EPRA NRV de 457.946 milions dʻeuros. Més enllà del lloguer, també realitza promocions immobiliàries d'edificis residencials.

## Promocions destacades
Entre les seves promocions, s'inclou el complex Meridià Zero, a l'Avinguda Meridiana de Barcelona, on la família Vaqué va construir 1.180 habitatges als terrenys on hi havia hagut La Hispano Suïssa i posteriorment ENASA. Als baixos dels edificis hi havia l'Hipercor. L'empresa també disposa d'un hotel de 200 habitacions a Torrevella.
A la Sagrera, van comprar l'antiga farinera L'Esperança, ocupada per l'empresa Inoxcrom, i el 2005 la van enderrocar en el marc de la reurbanització per la futura Estació de La Sagrera.
El 2013 van fer tres noves promocions a Sabadell, posant 370 habitatges en lloguer social. Durant la dècada del 2010 ampliaren el seu àmbit d'actuació, adquirint noves promocions a ciutats com Cornellà o Santa Coloma de Gramanet, ampliant la seva influència en l'àrea metropolitana. També van inaugurar 84 pisos de lloguer social al barri de la Calla de Vic.
El 2021 es van adjudicar (amb Neinor) el contracte de l'Ajuntament de Barcelona i l'Àrea Metropolitana per construir més de 4.000 habitatges de lloguer social a Barcelona.

## Premis i reconeixements
- 2011 - Premi nacional a la promoció privada energèticament més eficient: Gran premi a la sostenibilitat en el BMP.[2]